# Municipio de Sandywoods
El municipio de Sandywoods (en inglés: Sandywoods Township) es un municipio ubicado en el condado de Scott en el estado estadounidense de Misuri. En el año 2010 tenía una población de 2353 habitantes y una densidad poblacional de 17,1 personas por km².

## Geografía
El municipio de Sandywoods se encuentra ubicado en las coordenadas 36°58′54″N 89°30′47″O / 36.98167, -89.51306. Según la Oficina del Censo de los Estados Unidos, el municipio tiene una superficie total de 137.61 km², de la cual 137,4 km² corresponden a tierra firme y (0,15 %) 0,21 km² es agua.

## Demografía
Según el censo de 2010, había 2353 personas residiendo en el municipio de Sandywoods. La densidad de población era de 17,1 hab./km². De los 2353 habitantes, el municipio de Sandywoods estaba compuesto por el 96,77 % blancos, el 0,42 % eran afroamericanos, el 0,3 % eran amerindios, el 0,42 % eran asiáticos, el 0,59 % eran de otras razas y el 1,49 % eran de una mezcla de razas. Del total de la población el 1,53 % eran hispanos o latinos de cualquier raza.